# Адлерберг, Александр Владимирович
Граф (с 1 июля 1847) Алекса́ндр Влади́мирович А́длерберг (1 [13] мая 1818, Санкт-Петербург — 22 сентября [4 октября] 1888, Мюнхен) — приближённый императора Александра II, генерал от инфантерии (1869), генерал-адъютант (1855). В 1870—1881 гг. министр императорского двора и уделов.

## Биография
Родился 1 (13) мая 1818 года в Санкт-Петербурге; крещён 9 мая в Скорбященской церкви в Литейной при восприемстве великого князя Николая Павловича и бабушки Ю. Ф. Адлерберг. Его отцом был министр двора Владимир Федорович Адлерберг. Мать, Мария Васильевна, приходилась двоюродной сестрой фаворитке императора Варваре Нелидовой.
Всё семейство Адлербергов-Барановых пользовалось неограниченным благорасположением императора Николая I. Воспитание получил в Пажеском корпусе, откуда выпущен прапорщиком в лейб-гвардии Преображенский полк 2 августа 1836 года. В том же году, 6 сентября, он был назначен состоять при наследнике цесаревиче, который на всю жизнь стал его ближайшим другом. 3 апреля 1838 года произведён в подпоручики, а в следующем году, 25 июня, — в поручики, с назначением адъютантом к его императорскому высочеству.
В 1841 году был по высочайшему повелению командирован на Кавказ, в отряды войск, действовавших против Шамиля, и, находясь при командире отдельного Кавказского корпуса генерале от инфантерии Головине, принимал участие в экспедиции в Дагестан. Будучи послан по приказанию командовавшего действующим отрядом генерала Фези, к главнокомандующему с донесением, он с незначительным конвоем проехал через неприятельское расположение и благополучно достигнув цели, остался при Чеченском отряде генерала Граббе, с которым и сделал потом всю экспедицию, причем в деле при Казак-Кичу, во время перехода через реку Фортангу, командовал ротой Кабардинского полка и двумя казачьими орудиями, прикрывавшими правый фланг переправы. При этом, за оказанное им боевое отличие, награждён 31 октября 1842 года орденом св. Анны 3-й степени с бантом. 17 марта 1845 года произведён в чин капитана. В 1850 году в чине полковника сопровождал наследника цесаревича во время путешествия по Кавказу, участвовал в делах с горцами, и за отличие, оказанное при поражении партии чеченцев у реки Валерик, награждён 30 декабря 1850 года золотой полусаблей с надписью «За храбрость».

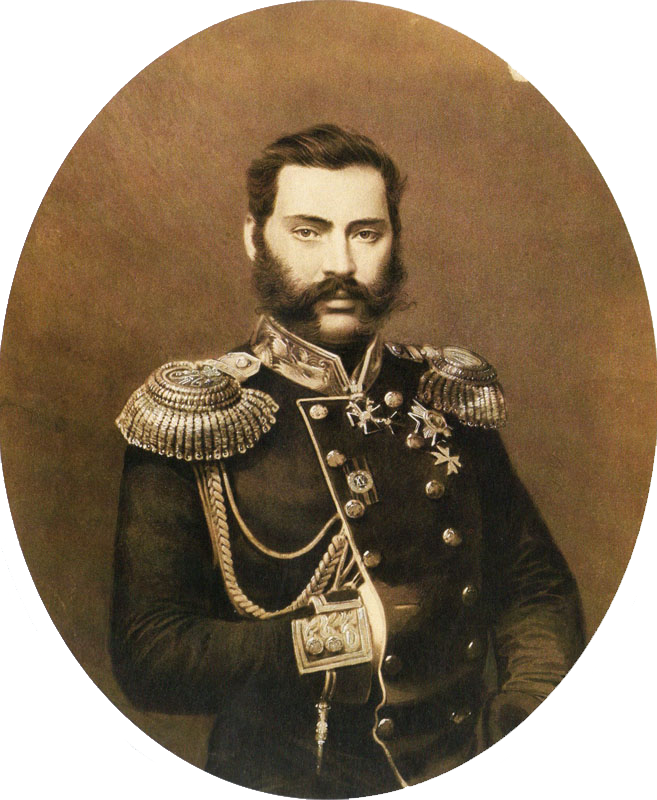
А. В. Адлерберг

В 1852 году граф Адлерберг временно управлял двором наследника цесаревича и исправлял должность секретаря цесаревны. При вступлении на престол императора Александра II, 19 февраля 1855 года, граф Адлерберг назначен флигель-адъютантом; 17 апреля того же года произведён в генерал-майоры, с назначением в свиту его величества; в том же году, 10 июня, ему поручено было заведование особым отделением военно-походной канцелярии для собственных дел его величества; 18 октября назначен управляющим делами Императорской Главной квартиры и 6 декабря пожалован в генерал-адъютанты. 24 января 1859 года назначен членом комитета по делам книгопечатания, а через год — членом главного управления цензуры. 16 апреля 1861 года он был произведён в генерал-лейтенанты и 23 апреля назначен командующим Императорской Главной квартирой, а в 1866 году — сначала членом Военного совета (15 марта), а затем (28 октября) членом Государственного совета и членом комитета для пересмотра проектов новых военно-судебных установлений.
В 1867 году граф Адлерберг временно управлял Министерством императорского двора, а 19 октября того же года назначен заместителем своего отца — товарищем министра Императорского двора и уделов. Произведённый 30 августа 1869 года в генералы от инфантерии, граф Адлерберг в следующем году (17 апреля) назначен министром Императорского двора и уделов, а в 1871 году пожалован орденом св. Александра Невского с бриллиантами, при Высочайшем рескрипте, в котором между прочим говорилось:
С первых дней вступления вашего на служебное поприще, вы, по избранию Любезнейшего Родителя Моего, были назначены состоять при Мне, и с тех пор, в течение 35-ти лет, почти неотлучно находились при Моей Особе. В продолжение этого времени, постоянно обращая на себя внимание отличным и ревностным исполнением как прямых ваших обязанностей, так и особых, лично Мною возлагаемых на вас поручений, вы явили несомненные доказательства глубокой преданности Мне и Моему Семейству, и тем приобрели Мое полное доверие к вам и душевное расположение. Ныне в знаменательный для Меня и всего Семейства Моего день исполнившегося 30-летия Моей супружеской жизни, Я с искренним удовольствием вспоминаю о вас как постоянном и ближайшем свидетеле Моих семейных радостей и одном из усерднейших и опытнейших исполнителей Моих предначертаний в делах государственных.
В 1871 году был также назначен канцлером российских Императорских и царских орденов и председателем особой комиссии для обсуждения вопроса о замещении должностей гражданского ведомства исключительно гражданскими чиновниками. В 1874 году ему был пожалован орден Святого Андрея Первозванного.
В 1877 году, находясь неотлучно при императоре во время войны с Турцией, был назначен шефом 44-го пехотного Камчатского полка. После убийства Александра II граф Адлерберг 17 августа 1881 года был уволен «по расстроенному здоровью» от должностей министра двора и уделов, канцлера российских орденов и командующего Императорской главной квартирой.
Супруги Адлерберги жили широко и, по словам В. А. Инсарского, никогда не выходили из запутанных дел, отсюда происходило сомнение в чистоте их действий. Александр II неоднократно оплачивал крупные долги своего друга. При Александре III в августе 1881 года граф Адлерберг был отправлен в отставку, при этом император предпочёл оплатить его колоссальный долг в сумме более 1 200 000 рублей.

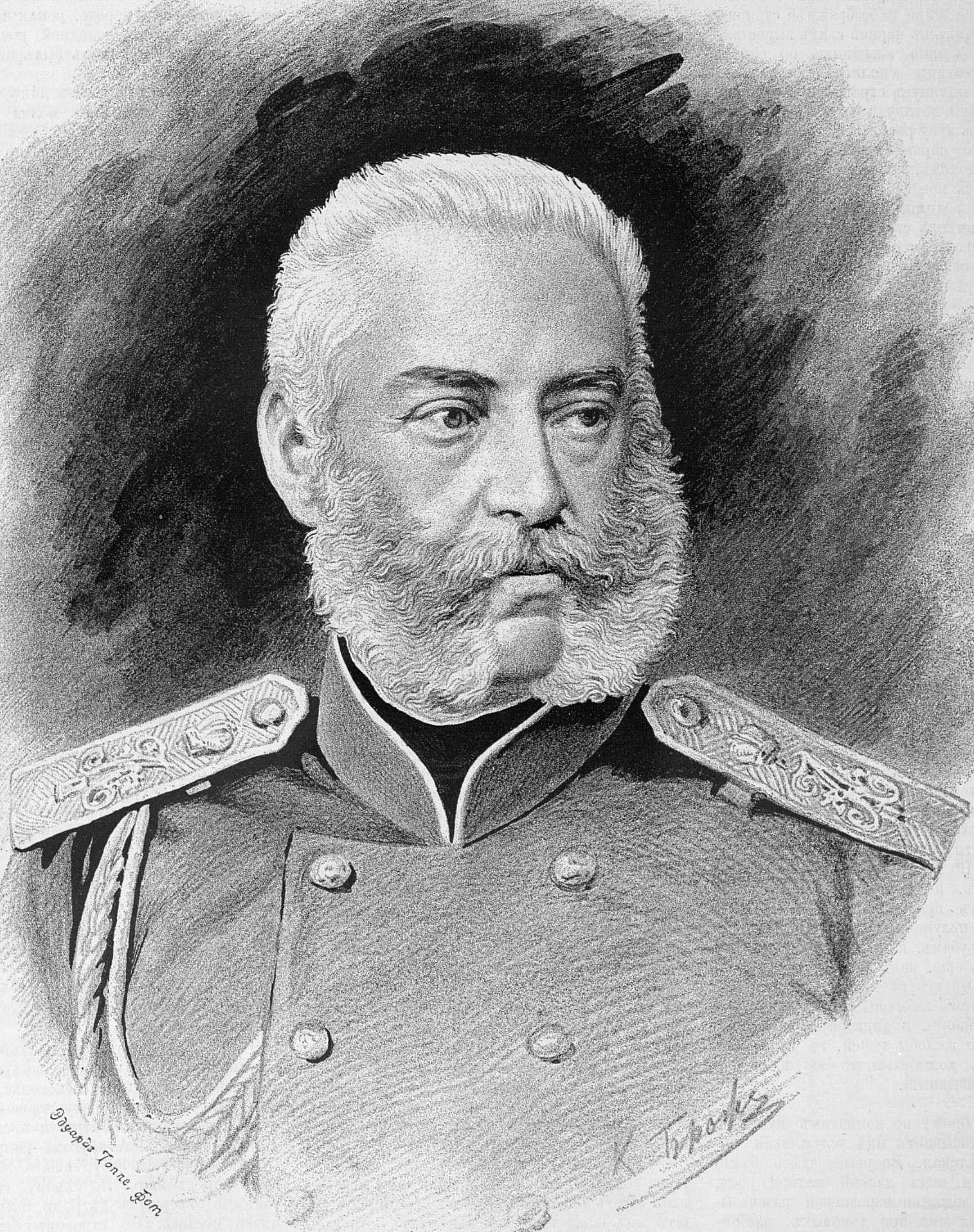
А. В. Адлерберг, 1880-е гг.

15 мая 1883 года, в день коронования императора Александра III, ему пожалованы бриллиантовые знаки ордена св. Андрея Первозванного, при следующем высочайшем рескрипте:
В великий для Меня день Священного Моего Коронования, Я с удовольствием вспоминаю, что при праздновании того же торжества в Бозе почивший Родитель Мой уже считал вас в числе Своих приближенных. Неизменная и нелицеприятная преданность ваша Ему и всему Нашему Семейству, выразившаяся годами непрерывного, неутомимого служения, приобрела вам чрезвычайное благорасположение Незабвенного Моего Родителя и безусловную с Моей стороны благодарность. В продолжение многих лет Я был свидетелем как особенного доверия, с коим покойный Император возлагал на вас поручения первостепенной важности, так и той усердной старательности, коей неизменно сопровождалось исполнение вами вверенных вам дел. Желая явить вам сегодня новое доказательство той сердечной признательности, с коей Я оценяю многолетние заслуги ваши, жалую вам препровождаемые при сем бриллиантовые знаки ордена святого апостола Андрея Первозванного.
2 августа 1886 года, в день 50-летия служения в офицерских чинах, граф Адлерберг был пожалован украшенным бриллиантами портретом императоров Александра II и Александра III, при милостивом рескрипте, в котором ещё раз указывалось на важное значение служебной деятельности его, в следующих выражениях:
Особенность вашего положения, при ваших обширных дарованиях и глубокой преданности Престолу, предоставили возможность Моему Родителю лично направлять деятельность вашу на пользу важных государственных нужд и к исполнению поручений, требовавших особого Монаршего доверия.
Умер 4 октября 1888 года от апоплексического удара в Мюнхене. Похоронен в Сергиевой Приморской пустыни.
- Прапорщик гвардии (02.08.1836)
- Подпоручик (03.04.1838)
- Поручик (25.06.1839)
- Штабс-капитан (11.04.1843)
- Капитан (17.03.1845)
- Полковник (03.04.1848)
- Флигель-адъютант (19.02.1855)
- Генерал-майор Свиты (17.04.1855)
- Генерал-адъютант (06.12.1855)
- Генерал-лейтенант (16.04.1861)
- Генерал от инфантерии (30.08.1869)

## Награды

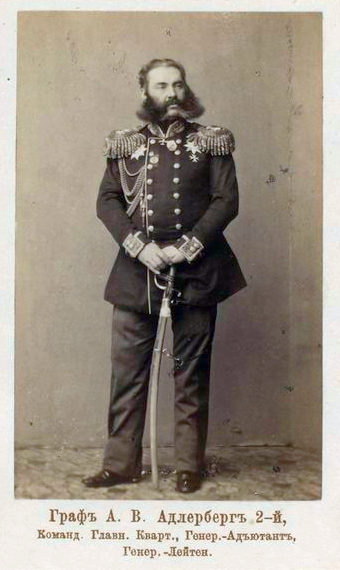
А. В. Адлерберг (1864—1865)

- Орден Святой Анны 3-й степени с бантом (31.10.1842)
- Орден Святого Владимира 4-й степени (30.04.1847)
- Орден Святой Анны 2-й степени (06.09.1849)
- Золотая полусабля «За храбрость» (30.12.1850)
- Императорская корона к ордену Святой Анны 2-й степени (06.12.1852)
- Орден Святого Владимира 3-й степени (26.08.1856)
- Орден Святого Станислава 1-й степени (30.08.1857)
- Орден Святой Анны 1-й степени (08.09.1859)
- Орден Святого Владимира 2-й степени (17.04.1863)
- Орден Белого орла (30.08.1865)
- Орден Святого Александра Невского (30.08.1867)
- Бриллиантовые знаки к ордену Святого Александра Невского (17.04.1871)
- Орден Святого Андрея Первозванного (11.01.1874)
- Орден Святого Владимира 1-й степени (17.04.1877)
- Бриллиантовые знаки к ордену Святого Андрея Первозванного (15.05.1883)
- Портреты императоров Александра II и Александра III, украшенные бриллиантами, для ношения в петлице при Высочайшем рескрипте (02.08.1886)
- Знак отличия беспорочной службы за XV лет (22.08.1852)
- Знак отличия беспорочной службы за XX лет (22.08.1857)

Иностранные:
- Прусский орден Святого Иоанна Иерусалимского (1840)
- Саксонский Орден гражданского достоинства (1840)
- Нидерландский Орден Льва 1-й степени (1844)
- Гессен-Дармштадтский Орден Людвига 1-й степени командорский крест (1847)
- Баденский Орден Церингенского льва 2-й степени командорский крест (1847)
- Персидский Орден Льва и Солнца 2-й степени (1851)
- Шведский Орден Серафимов (19.07.1875)
- Саксен-Веймарский Орден Белого сокола 1-й степени (1857)
- Баварский Орден Заслуг Святого Михаила 1-й степени (1857)
- Гессенский Орден Филиппа Великодушного 1-й степени (1857)
- Ольденбургский орден Заслуг герцога Петра Фридриха Людвига 1-й степени (1860)
- Бельгийский Орден Леопольда I 1-й степени (1860)
- Австрийский Орден Леопольда 1-й степени (1860)
- Греческий Орден Спасителя, большой крест (1864)
- Турецкий Орден Меджидие (1864)
- Гессен-дармштадтский Орден Людвига 1-й степени (1864)
- Прусский Орден Короны 1-й степени (1864)
- Баварский Орден Короны 1-й степени (1864)
- Нассауский Орден Адольфа, большой крест с мечами (1864)
- Вюртембергский Орден Фридриха, большой крест (1864)
- Португальский Ависский орден, большой крест (1865)
- Вюртембергский Орден Короны 1-й степени (1866)
- Датский Орден Данеброга 1-й степени (1866)
- Французский Орден Почётного легиона, большой крест (1867)
- Итальянский Орден Святых Маврикия и Лазаря 1-й степени (1867)
- Шведский Орден Меча, большой крест (1867)
- Турецкий Орден Османие 1-й степени (1867)
- Баварский Орден Святого Губерта (1868)
- Черногорский Орден Князя Даниила I (1869)
- Прусский Орден Красного орла, большой крест с бриллиантами (1870)
- Прусский Орден Чёрного орла (1873)
- Саксен-Альтенбургский Орден Эрнестинского Дома, большой крест (1873)
- Австрийский Орден Святого Стефана, большой крест (1874)
- Саксонский Орден Зелёной короны, большой крест (1874)
- Персидский Орден Льва и Солнца 1-й степени (1878)
- Сербский Орден Таковского креста 1-й степени (1880)
- Болгарский Орден «Святой Александр» 1-й степени (1884)
- Прусский Орден Чёрного орла с бриллиантами (1886)
- Датский орден Слона (03.08.1876)

## Семья

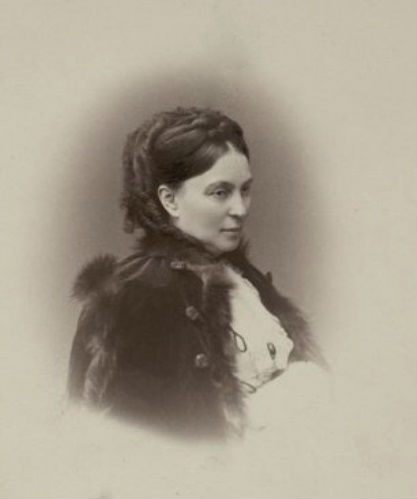
Екатерина Николаевна

Жена (с 17 июля 1842 года) — Екатерина Николаевна Полтавцева (1821—1910), одна из шести дочерей гвардейского прапорщика Николая Петровича Полтавцева от брака с Дарьей Алексеевной Пашковой (ум. 1830), наследницей купца-горнопромышленника Ивана Мясникова. Выпускница Смольного института, с 1839 года фрейлина двора. В 1866  году была пожалована в кавалерственные дамы и в 1872 году получила звание статс-дамы. В браке родились:
- Александр (06.05.1843—22.05.1849)[7], умер от «водяной в голове».
- Николай (1844—1904), генерал-майор, директор департамента общих дел Министерства гос. имущества.
- Владимир (12.07.1846[8] — 31.07.1919[9]), крестник императрицы Марии Александровна и деда графа В. Ф. Адлерберга, камергер.
- Мария (1849—1926), фрейлина, с 1874 года замужем за князем Н. Д. Дадиани (1847—1903).
- Александр (17.06.1852—11.02.1854)[7]